# 베이그런트 (소프트웨어)
베이그런트(Vagrant)는 포터블 가상화 소프트웨어 개발 환경(예: 개발 생산성 증가를 위해 가상화의 소프트웨어 구성 관리의 단순화를 시도하는 버추얼박스, 하이퍼-V, 도커 컨테이너, VM웨어, AWS)의 생성 및 유지보수를 위한 오픈 소스 소프트웨어 제품의 하나이다. 베이그런트는 루비 언어로 작성되어 있지만 생태계는 몇 가지 언어로 개발을 지원한다.

## 역사
베이그런트는 2010년 1월 미첼 하시모토 개인의 부차적인 프로젝트로 처음 시작되었다. 최초 버전의 베이그런트는 2010년 3월 출시되었다. 2010년 10월, Engine Yard는 베이그런트 프로젝트를 후원할 것이라고 선언하였다. 최초 안정판 베이그런트 1.0은 2012년 3월 출시되었는데, 이는 오리지널 버전이 출시된지 정확히 2년만이다. 2012년 11월, 미첼은 베이그런트의 풀타임 개발을 지원하기 위해 HashiCorp이라는 단체를 개설하였다. 베이그런트는 자유 라이선스 자유 소프트웨어로 남았다. HashiCorp는 현재 상용 추가 기능 개발을 작업하고 베이그런트의 전문가 지원 및 트레이닝을 제공한다.
베이그런트는 원래 버추얼박스에 묶여있었으나 버전 1.1은 VM웨어, KVM, 또 아마존 EC2와 같은 서버 환경 등 기타 가상화 소프트웨어의 지원을 추가하였다. 베이그런트는 루비로 작성되어 있으나 PHP, 파이썬, 자바, C 샤프, 자바스크립트와 같은 다른 프로그래밍 언어들로 작성된 프로젝트에서 사용할 수 있다. 버전 1.6 이후로 베이그런트는 도커 컨테이너를 지원하며 여기에서 일부 케이스는 완전히 가상화된 운영 체제의 대안의 역할을 할 수 있다.